# Chasiempis ibidis
Chasiempis ibidis là một loài chim trong họ Monarchidae.